# Cotoneaster pangiensis
Cotoneaster pangiensis är en rosväxtart som beskrevs av Gerhard Klotz. Cotoneaster pangiensis ingår i släktet oxbär, och familjen rosväxter. Inga underarter finns listade i Catalogue of Life.